# Пицца Четыре сезона
Пицца Четыре сезона, также Кватро Стаджони (итал. Pizza Quattro Stagioni) — итальянская пицца, которая разделена на четыре части с четырьмя различными начинками, каждая из которых представляет один сезон года. Артишоки символизируют весну, помидоры или базилик символизируют лето, грибы символизируют осень, а ветчина, прошутто и оливки символизируют зиму. Эта популярная пицца в Италии была описана как «классическая», «знаменитая» итальянская пицца. Является вариантом пиццы капричоза.

## Приготовление
Тесто для пиццы смазывается томатным соусом, на глаз делится на четыре части. На каждую часть укладывается начинка: грибы, артишоки (свежеприготовленные или консервированные сердцевинки), помидоры и моцарелла, ветчина или другие. Некоторые ингредиенты топпинга можно сначала подсушить в духовке, снизив их влажность, чтобы пицца не стала сырой после приготовления. Можно посыпать пиццу оставшейся моцареллой и сбрызнуть оливковым маслом. После этого пицца выпекается. Готовую пиццу можно нарезать дольками или на четыре части. Пиццу Четыре сезона можно приготовить как вегетарианское блюдо, заменив ветчину вегетарианским вариантом.